# Anoosheh Oskouian
Anoosheh Oskouian (Irán, 1964) es una ingeniera química iraniestadounidense que trabaja como presidenta y directora ejecutiva de Ship & Shore Environmental, Inc.

## Biografía
Tenía catorce años cuando llegó a Estados Unidos en 1978, y se quedó con unos primos en Denver. El último año de bachillerato se fue a vivir sola. Siempre se sentía desafiada por su profesor de química del primer ciclo de secundaria, lo que despertó en ella un verdadero interés por la materia. Estudió ingeniería química en la Universidad de Colorado.

### Trayectoria
Comenzó su carrera en Flour Daniel  trabajando en proyectos para el mercado mundial. En 2000 cofundó la empresa de Ship & Shore Environmenta, Incl. En 2006, fundó una empresa hermana, Green Energy Industrial Solutions. En 2021 ocupó el cargo de presidenta y directora ejecutiva.
Está en el consejo de la Pacific Symphony del condado de Orange y del Youth Ensemble. Es miembro fundador del organismo sin ánimo de lucro CHILD.

## Premios y reconocimientos
- En 2015, fue nombrada finalista de los premios Stevie para mujeres empresarias, por revolucionar la industria del control de la contaminación.[1]